# Hươu cao cổ Kordofan
Hươu cao cổ Kordofan (Giraffa camelopardalis antiquorum) là một phân loài hươu cao cổ được tìm thấy ở phía bắc Cameroon, nam Tchad, cộng hòa Trung Phi và có thể là cả ở tây Sudan. Trong quá khứ, phạm vi của chúng bị nhầm lẫn với loài Hươu cao cổ Tây Phi, ví dụ như là các quần thể loài ở bắc Cameroon được gán cho là loài hươu cao cổ Tây Phi. Nghiên cứu di truyền học đã tiết lộ rằng tất cả "hươu cao cổ Tây Phi" trong các vườn thú châu Âu trên thực tế là hươu cao cổ Kordofan. So với hầu hết các phân loài khác, hươu cao cổ Kordofan tương đối nhỏ, chỉ ở mức cao từ 5 đến 6 mét, với nhiều đốm không đều ở bên trong cẳng chân. Tên tiếng Anh của nó được lấy từ Kordofan ở Sudan. Hiện loài này chỉ còn khoảng 2.000 cá thể sống trong tự nhiên.
Tổ chức tin tức quốc tế CSM thống kê rằng chỉ còn 38 cá thể sống trong vườn quốc gia Garamba ở Cộng hòa Dân chủ Congo và đang bị đe dọa nghiêm trọng bởi nạn săn bắn trộm. Da của chúng được sử dụng cho các mặt hàng xa xỉ và thịt của chúng được cho là để làm thực phẩm cho những kẻ săn trộm ăn trong nhiều tuần. Các nghiên cứu di truyền gần đây cũng cho thấy các quần thể hươu cao cổ khác biệt khiến cho việc bảo tồn các phân loài này thậm chí còn trở lên quan trọng hơn.